# Mellerup Valgmenighedskirke
 Ikke at forveksle med Mellerup Kirke.
Mellerup Valgmenighedskirke er en kirke for en valgmenighed i Mellerup ved Randers Fjord. Den ligger i Mellerup Sogn, Randers Nordre Provsti, Århus Stift. Før 1970 Støvring Herred, Randers Amt.
Kirken blev bygget 1890.
Menighedens første præst var Jakob Knudsen, der digtede Se nu stiger Solen mens han var præst i Mellerup.
Sognekirken i Mellerup er middelalderkirken Mellerup Kirke

## Note
1. ↑  'Se, nu stiger Solen' Arkiveret 27. august 2016 hos  Wayback Machine fra Mellerupvalgmenighed.dk